# Крампус (фильм)
«Кра́мпус» (англ. Krampus) — американский рождественский комедийный фильм ужасов 2015 года, основанный на одноимённом персонаже из австро-баварского фольклора, режиссёра Майкла Догерти по сценарию Догерти, Тодда Кейси и Зака Шилдса. В главных ролях Адам Скотт, Тони Коллетт, Дэвид Кокнер, Эллисон Толман, Кончата Феррел, Эмджей Энтони, Стефания Оуэн с Кристой Стадлер и новыми актёрами Лоло Оуэн, Квини Сэмюэл, Мавериком Флэком и Сейджом Хьюнефельдом. В фильме неблагополучная семейная ссора приводит к тому, что мальчик теряет праздничный дух. Это развязывает гнев Крампуса, грозного, рогатого демонического чудовища в древнеевропейском фольклоре, который наказывает непослушных детей на Рождество. Пока Крампус осаждает район, семья должна объединиться, чтобы спасти друг друга от чудовищной судьбы.
Концепция фильма началась в 2011 году, когда Догерти планировал снять рождественский фильм ужасов, в котором он и Шилдс написали сценарий. Производство фильма началось в 2014 году, когда Догерти снял и написал новый сценарий с Шилдсом и Кейси. Кастинг проходил с ноября 2014 года по март 2015 года. Съёмки фильма начались 12 марта и завершились в мае 2015 года. Эффекты существ были сделаны Weta Workshop.
Фильм был выпущен в США 4 декабря 2015 года компанией Universal Pictures. Он получил смешанные отзывы от критиков и заработал более 61 миллиона долларов при бюджете в 15 миллионов долларов.

## Сюжет
Канун Рождества. В гости к семье Энджелов — Тому, его жене Саре и их детям, Бет и Максу, — приезжают родственники: охотник-любитель Ховард, его жена Линда (сестра Сары), их дети — сёстры-спортсменки Стиви и Джордан, мальчик Хауи, совсем маленькая девочка Крисси, а также саркастичная тётя Дороти. Семья ссорится (спокойствие сохраняет лишь Оми, бабушка Макса и мама Тома), а Стиви и Джордан начинают всячески задирать Макса за праздничным столом, донимая его тем, что он верит в Санта Клауса и Дух Рождества. После того, как они отбирают у него письмо Санте и начинают читать его вслух, Макс пытается отобрать его, и начинается драка. Том успокаивает Макса, но тот, огорчённый поведением родни, в сердцах рвёт письмо.
Ночью начинается снежная буря, во всём районе пропадает электричество и телефонная связь. Утром приходит курьер, который приносит заказанные вещи. Принимая заказ, герои обнаруживают на пороге большой мешок и, полагая, что он также предназначен для них, забирают мешок в дом. Несколько позже Бет уговаривает Сару отпустить её ненадолго к своему другу Дереку, который живёт в соседнем квартале. По пути Бет обнаруживает большое рогатое существо с копытами на крыше одного из домов, которое начинает преследовать девушку, прыгая с крыши на крышу. В ужасе Бет прячется под стоящий неподалёку грузовик, обнаружив перед этим убитого водителя в кабине. Чудовище ходит вокруг грузовика, под которым прячется девушка и через некоторое время уходит, оставляя под автомобилем странную коробку. Из коробки вылезает нечто жуткое и убивает Бет.
Вечером того же дня Том и Ховард (у которых не самые лучшие отношения) решают пойти на поиски Бет. Оми ведёт себя странно и уговаривает своего сына Тома не уходить, однако он всё же решает отправиться. Полагая, что девушка дома у своего друга Дерека, мужчины едут туда на грузовике Ховарда. Ховард на всякий случай достаёт из багажника дробовик, а Тому дает револьвер. Подойдя к дому, Том и Ховард обнаруживают, что входная дверь открыта, а внутри всё разгромлено и заметено снегом. Бет они не обнаруживают, но находят свежие следы больших копыт. Герои слышат пронзительный крик и выбегают на улицу, где Ховарда атакует что-то под снегом, кусая его за ногу и пытаясь уволочь вниз. Том стреляет в существо, и оно отступает. Тем временем дома родственники слышат странные звуки, доносящиеся с крыши и выстрелы револьвера Тома. Том тащит раненного Ховарда к машине, но обнаруживает, что их грузовик кто-то уничтожил. Дома родственники приходят к выводу: кто-то угрожает безопасности жителей городка; Том с Ховардом решают заколотить досками все окна в доме изнутри. Ховард благодарит Тома за спасение и признаётся ему в уважении. Он также решает остаться на посту и следить за двором, пока все остальные спят неподалёку.
Ночью через дымоход в дом просовывается железная цепь с крюком на конце. Что-то опутывает проснувшегося мальчика Хауи цепью и утаскивает его на крышу через камин. Пытаясь вырваться, мальчик задевает головню в камине, и та поджигает ёлку. Пожар в доме удаётся потушить. Бабушка Оми рассказывает историю из своего детства о чудовищном демоне Крампусе, который когда-то напал на её родных. В городке, где в детстве жила Оми, люди стали злыми, черствыми и утратили веру в праздник в канун Рождества. В её семью также пришёл раздор. Она, как и Макс вчерашним вечером, разочаровалась в празднике и в сердцах загадала роковое желание. Тогда и пришёл Крампус со своей свитой, забрав её родных в преисподнюю и оставил Оми в качестве живого напоминания о случившимся и оставил небольшой металлический шарик с надписью «Krampus». Сейчас произошло то же самое, когда родственники рассорились на Рождество, и, что Крампус пришёл за всеми в этом доме. Ховард отказывается верить в этот факт и, взяв свой дробовик, решает пойти на поиски своего сына и Бет, но его уговаривают остаться дома.
На следующий день буря продолжается, света и сотовой связи нет. Томми предлагает план, согласно которому они с Ховардом должны добраться до стоявшей в нескольких кварталах от дома снегоуборочной машины, приехать на ней к дому, чтобы остальные родственники сели в неё, и поехать к ближайшему отделению полиции или уехать как можно дальше из города. Не имея выбора, семья соглашается. В это время мешок с подарками на чердаке начинает трястись. Девочки Стиви и Джордан слышат голос пропавшей ранее Бет, который доносился с чердака и решают пойти туда. Сара, Линда и Том слышат крики девочек и бегут на чердак. Там они обнаруживают огромного клоуна, который на глазах у героев съедает одну из девочек. На них также нападают острозубый плюшевый медведь, игрушечный робот и кукла-ангелочек с крыльями. В это же время, на кухне, на Ховарда нападают ожившие злые рождественские печенья в виде человечков, но ему удаётся отстреляться от них дробовиком. Саре, Тому и Линде также удаётся отбиться от нечисти. На первом этаже тётя Дороти хочет пристрелить клоуна-людоеда, но в дом врываются тёмные эльфы — главные слуги Крампуса. Бабушка Оми остаётся в доме, чтобы встретиться с Крампусом, чтобы дать время уйти остальным. Через некоторое время в дом проникает сам Крампус и засовывает Оми в свой мешок. Оставшиеся родственники бегут к снегоуборщику, но их хватают тёмные эльфы или утаскивает под снег монстр. Остается лишь Макс, которому сам Крампус дает ёлочную игрушку — шарик с надписью «Krampus», завернутый в письмо Санта Клаусу, которое Макс в сердцах разорвал позавчера. Крампус уходит, но Макс кидает шарик обратно ему. В этом месте образовывается бездонная яма, куда слуги Крампуса начинают бросать родных Макса. Макс просит демона вернуть их назад и хочет, чтобы Крампус забрал его вместо них. Крампус швыряет его в дыру в земле.
Макс в ужасе просыпается в своей кровати, осознавая, что всё произошедшие было сном. Он спускается к родственникам, чтобы приступить к распаковке подарков. В одной из подарочных коробок под ёлкой он находит ёлочную игрушку — шарик с надписью «Gruss vom Krampus» («Привет от Крампуса») и переглядывается со своими родственниками. Все в ужасе вспоминают, что произошедшее имело место в реальной жизни. Последняя сцена фильма показывает дом Энджелов в стеклянном шаре, который находится в логове Крампуса, через который он наблюдает за семьёй.

## В ролях
| Актёр          | Роль         |
| -------------- | ------------ |
| Эмджей Энтони  | Макс Энджел  |
| Адам Скотт     | Томми Энджел |
| Тони Коллетт   | Сара Энджел  |
| Дэвид Кокнер   | Ховард       |
| Эллисон Толман | Линда        |
| Кончата Феррел | тётя Дороти  |
| Криста Стадлер | Оми          |
| Стефания Оуэн  | Бет Энджел   |
| Лоло Оуэн      | Стиви        |
| Квини Сэмюэл   | Джордан      |
| Маверик Флэк   | Хауи         |
| Люк Хокер      | Крампус      |
| Сет Грин       | Лампи        |

## Производство

### Сценарий
Майкл Догерти описывает картину как рождественский фильм, страшный и сентиментальный одновременно. В основе сюжета фильма — старинная легенда альпийского региона об антиподе Николая Чудотворца, злом духе Рождества Крампусе, который сопровождает Николая Чудотворца и отвечает за наказание непослушных детей — специально для этого он носит с собой берёзовые прутья. Без Крампуса в альпийских регионах не обходится ни один рождественский карнавал или гуляние. Имена тёмных эльфов, написанные в сценарии, были позаимствованы из исландской мифологии, у персонажей исландского фольклора — рождественских духов Йоласвейнаров. По некоторым повериям, они могли появляться перед детьми в виде чудовищ и пожирать их.

### Съёмочная группа
Режиссёр фильма — Майкл Догерти, создатель картины «Кошелёк или жизнь» 2007 года. Соавторами сценария стали Тодд Кэйси и Зэк Шилдс, а в роли продюсеров выступили Томас Тулл, Джон Джашни и Алекс Гарсиа из Legendary Pictures.

### Кастинг
21 ноября 2014 года своё участие в картине подтвердили Эллисон Толман и Эмджей Энтони. 3 марта 2015 года к ним присоединились Адам Скотт и Тони Коллетт.

### Съёмки
Основные съёмки начались 12 марта 2015 года.

### Постпродакшн
Спецэффекты к фильму делали студии «Weta Workshop» и «Weta Digital».

## Релиз
Первоначально фильм планировали выпустить 25 ноября 2015 года, но позже перенесли релиз на 4 декабря 2015 года.

### Продвижение
25 ноября 2015 года по мотивам фильма студия «Legendary Entertainment» выпустила комикс под названием «Крампус: Тень святого Николаса» (англ. Krampus: Shadow Of Saint Nicholas), написанный Брэндоном Зайфертом.
Компания «Weta Workshop» выпустила товары с символикой картины- включая фигурки Крампуса и его подручных, копию колокола Крампуса, а также коллекционные значки. «Trick Or Treat Studios» выпустила копию масок Крампуса и двух эльфов, сделанных непосредственно с реквизита, созданного для фильма. Магазин продукции для Хэллоуина «Spirit Halloween» аниматронную копию Крампуса.

### Кассовые сборы
Фильм собрал $42,7 миллиона в США и Канаде и $18,8 за рубежом — общие сборы превысили отметку $61 548 707 при бюджете $15 миллионов. В США фильм заработал $637 000 в первый вечер — показа начались в 19:00 и возглавил прокат в первый день с показателем $6 миллионов. Показатели выросли в ночь с пятницы на субботы на %9,9 — редкий случай для фильмов ужасов. В первые входные сборы с 2 902 кинотеатров составили $16,3 миллиона, превзойдя ожидания — фильм оказался на втором месте по итогам уикенда, уступив фильму «Голодные игры: Сойка-пересмешница. Часть 2» (это была третья неделя проката, сборы составили $18,6 миллиона) и опередив «Хорошего динозавра».
По мнению Скотта Мендельсона из «Forbes» большую роль в успехе фильма сыграл нестандартный подход к релизу картины: последний раз «рождественский ужастик» выходил в 2006 году — речь идёт о картине «Чёрное Рождество»). Кроме того, если бы компания «Universal» не наложила запрет на публикацию отзывов (в основном, они были положительным) на картину после предварительного показа за два дня до премьеры, показатели сборов могли быть ещё лучше.
В России и странах СНГ фильм вышел в прокат 1 января 2016 года — картина собрала 78 903 044 рублей (из них на Россию приходится 67 863 637 рублей), или на тот момент $1 082 643, фильм в кинотеатрах посмотрели 294 737 зрителей.

### Критика
На сайте «Rotten Tomatoes» фильм набрал %67 одобрения на основе 130 обзоров, средний рейтинг — 6,1 из 10: «Кровожадный весёлый фильм для поклонников нетрадиционных праздничных ужастиков вроде картин Джо Данте, который не смог полностью реализовать свой потенциал». На сайте «Metacritic» картина набрала 49 баллов из 100 на основе 21 обзора — «преимущественно неоднозначных». Оценка зрителей на сайте «CinemaScore» — «B-» по шкале от «A+» до «F».

### Выход на видео
Компания «Universal Pictures » выпустила фильм в США на DVD и Blu-Ray 26 апреля 2016 года. Полное двухдисковое издание фильма под названием «Krampus: The Naughty Cut» в формате Blu-Ray и 4K выпустила компания «Shout Factory» в серии «Collector’s Edition» — в издание вошли новые дополнительные материала, а версия самого фильма длиннее кино прокатной на 4 минуты. На втором диске расположились следующие материалы:
- Аудио-комментарии режиссёра Майкла Догерти и сценаристов Тодда Кейси и Зака Шилдса
- Интервью с создателями и актёрами, среди которых: режиссёр Майкл Догерти (18:31), сценарист Тодд Кейси (8:29), актёр Дэвид Кокнер (8:35), актриса Эллисон Толман (11:30), актёр Эмджей Энтони (5:27), мастер по спецэффектам Ричард Тейлор (10:12), художник-раскадровщик Симеон Уилкинс (7:54), художник Адам Хоукер (11:16) и композитор Дуглас Пайпс (8:05)
- Документальный фильм «Krampus Comes Alive!» из 5 частей:
  - «Dougherty’s Vision» (3:04)
  - «The Naughty Ones» (4:44)
  - «Krampus and his Minions» (12:00)
  - «Practical Danger» (4:58)
  - «Inside The Snowglobe» (4:43)
- Короткометражный фильм «Behind The Scenes At WETA Workshop» (9:54) о создании специальных эффектов
- Удалённые и расширенные сцены (17:36)
- Неудачные дубли и приколы со съёмок (5:15)
- Альтернативный финал (1:24)
- 5 галерей: «Poster Art», «Creature Art», «Story Art», «Michael Dougherty’s Xmas Card Art» и «Storyboards»
- Театральный трейлер (2:30)

В России на DVD и Blu-Ray фильм выпустила компания «Universal Studios».